# 조재권
조재권(1970년 7월 6일 ~ )은 대한민국의 가수이다.

## 경력
- 충북 제천시 홍보대사

## 음반
- 2009년 1집 청풍 연가 / 산다는 것
- 2013년 혼자 부르는 노래
- 2017년 당신은 내꺼 / 의림지 연가
- 2019년 대한민국 통기타

## 수상
- 2008년 제12회 제천 박달가요제 금상 수상

https://youtube.com/@jackTV2308
- 팬카페